# Haltérophilie aux Jeux olympiques intercalaires de 1906

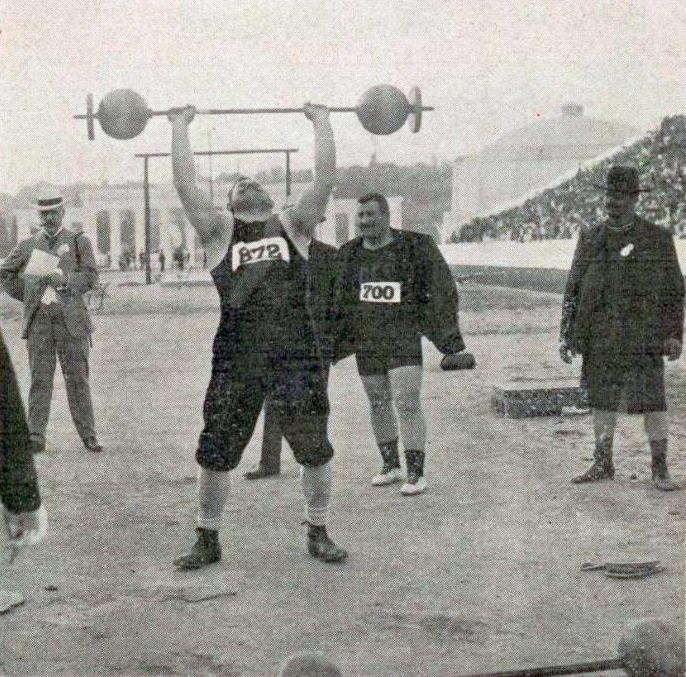
N°872:Dimitrios Tofalos (n°700 Steinbach).

Navigation
Édition précédente Édition suivante
Deux épreuves d'haltérophilie se sont déroulées lors des Jeux olympiques intercalaires de 1906 organisés à Athènes.

## Résultats
| Épreuves            | Or                | Argent            | Bronze                                                 |
| Une main levée H    | Josef Steinbach   | Tullio Camillotti | Heinrich Schneidereit                                  |
| Deux mains levées H | Dimitrios Tofalos | Josef Steinbach   | Alexandre Maspoli Heinrich Rondl Heinrich Schneidereit |

## Tableau des médailles
| Rang | Nation    | Or | Argent | Bronze | Total |
| ---- | --------- | -- | ------ | ------ | ----- |
| 1    | Autriche  | 1  | 1      | 0      | 2     |
| 2    | Grèce     | 1  | 0      | 0      | 1     |
| 3    | Italie    | 0  | 1      | 0      | 1     |
| 4    | Allemagne | 0  | 0      | 3      | 3     |
| 5    | France    | 0  | 0      | 1      | 1     |